# Aleksiej Kazakow
Aleksiej Kazakow (ros. Алексей Казаков, ur. 18 marca 1976 w Nabierieżnych Czełnach)
– rosyjski siatkarz, grający na pozycji środkowego, reprezentant kraju. W sezonie 2013/2014 występuje w rosyjskiej Superlidze, w drużynie Zenit Kazań.

## Kariera
Aleksiej Kazakow karierę siatkarską rozpoczynał w rosyjskim klubie – Iskra Odincowo. Grał w nim przez dwa sezony 1996/1997 i 1997/1998. Pierwszym sukcesem reprezentacyjnym siatkarza było zdobycie Mistrzostwa Świata juniorów w 1995 roku. Do seniorskiej kadry narodowej został po raz pierwszy powołany w 1996 roku. W 1998 magazyn Super-Express uznał go najlepszym siatkarzem w Rosji. Na igrzyskach olimpijskich w 2000 roku wraz z reprezentacją zdobył srebrny medal, wówczas był zawodnikiem Cimone Modena. Cztery lata później, na igrzyskach olimpijskich w 2004 roku w Atenach zdobył brązowy medal, reprezentował wtedy barwy Itasu Diatec Trentino. W sezonie 2004/2005 rosyjski środkowy wrócił do kraju, i po raz drugi w karierze grał w Iskrze Odincowo. Po Mistrzostwach Świata w 2006 roku w Japonii, Kazakow zdecydował się na grę w Nieftjanku Ufa. W sezonie 2009/2010 występował w Lokomotiwie Nowosybirsk. Od sezonu 2010/2010 występuje w Dinamo Moskwa.
W 1999 r. został odznaczony tytułem Zasłużonego Mistrza Sportu, a także dwukrotnie Orderem Zasług dla Ojczyzny I klasy 2 kwietnia 2009 r. oraz Orderem Zasług dla Ojczyzny II klasy 4 listopada 2005 r.

## Sukcesy reprezentacyjne
- Mistrzostwo Świata juniorów – (1995)
- Igrzyska Olimpijskie – 2000 – 2. miejsce, 2004 – 3. miejsce
- Mistrzostwa Europy – (2001, 2003) – 3. miejsce, 2005 – 2. miejsce
- Liga Światowa – (1998, 2000, 2010) – 2. miejsce (1996, 1997, 2001, 2006, 2009) – 3. miejsce

## Nagrody indywidualne
- Najlepszy siatkarz w Rosji (nagroda im. A.Kuzniecowa) – (1998)

## Sukcesy klubowe
- Mistrzostwo Włoch – (2002)
- Puchar Challange- 2. miejsce(2013)

## Odznaczenia
- Odznaczony tytułem Zasłużonego Mistrza Sportu (1999).
- Order Za Zasługi dla Ojczyzny I klasy (2 kwietnia 2009)
- Order Za Zasługi dla Ojczyzny II klasy (4 listopada 2005)